# 万里小路博房
万里小路 博房（までのこうじ ひろふさ）は、江戸時代後期の公卿、明治時代の政治家。権大納言・万里小路正房の子。万里小路家25代当主。

## 経歴
文政9年（1826年）に叙爵、天保4年（1833年）に元服し従五位下に叙せられる。嘉永4年（1851年）に侍従に任ぜられる。三条実美と親しく尊王攘夷派とみられたために、八月十八日の政変では一時免官されて蟄居している。その後、度々の位階の昇進を経て、慶応3年（1867年）に正四位下・蔵人頭に任ぜられる。また、同年11月4日には参議となり、同年12月9日の小御所会議に参加した。そこで参与に任ぜられ、翌年2月19日まで同職を務めた。
明治元年（1868年）に従三位・権中納言に叙任。その後は京都裁判所総督、宮内大輔、皇太后宮大夫などを務めた。明治17年（1884年）に61歳で薨去。
なお、博房の死去から約5か月後の7月7日、子の通房に伯爵が叙爵された。

## 年譜
※1872年（明治5年）までの日付は旧暦
- 1826年（文政9年）12月19日、従五位下に叙位。
- 1833年（天保4年）3月28日、従五位上に昇叙し、元服。昇殿を聴される。
- 1836年（天保7年）1月4日、正五位下に昇叙。
- 1851年（嘉永4年）12月24日、侍従に任官。
- 1857年（安政4年）
  - 5月15日、正五位上に昇叙し、蔵人に補任。右少弁に転任。禁色を聴される。
  - 10月19日、左少弁に遷任。蔵人如元。
- 1858年（安政5年）10月7日、検非違使に補任。右衛門権佐を兼任。（時に、蔵人検非違使正五位上行右少弁兼右衛門権佐）
- 1861年（万延2年）1月23日、権右中弁に転任。蔵人検非違使右衛門権佐如元。
- 1862年（文久2年）12月9日、朝廷内に設置された国事御用掛を兼補。
- 1863年（文久3年）
  - 5月25日、朔平門外の変（同年5月20日）によって卒去した姉小路公知の贈官宣旨の奉者となる。
  - 5月29日、右中弁に転任。国事御用掛・蔵人・検非違使・右衛門権佐如元。
  - 5月30日、従四位下に昇叙。国事御用掛右中弁如元。
  - 8月1日、国事御用掛から国事参政に異動。
  - 8月18日、国事参政廃止に伴い免職。
  - 8月24日、いわゆる八月十八日の政変により、差控の処分を受ける。
- 1865年（慶応元年）12月10日、右中弁辞任。
- 1867年（慶応3年）
  - 1月15日、差控を免ず。
  - 4月8日、従四位上に昇叙。
  - 8月2日、正四位下に昇叙。
  - 9月27日、蔵人頭に補任。右大弁に任官。
  - 11月4日、参議に補任し、右大弁如元。
  - 11月8日、議奏加勢を兼補。
  - 11月9日、議奏加勢の廃止に伴い、免職。　維新政府の参与に補任。
- 1868年（慶応4年）
  - 1月、正四位上に昇叙。参与・参議右大弁如元。
  - 1月17日、制度事務総督を兼帯。
  - 2月2日、従三位に昇叙し、権中納言に転任。参与・制度事務総督如元。
  - 2月3日、制度事務の職制改正に伴い、制度事務総督から制度事務局輔に異動。
  - 2月19日、参与から議定に、制度事務局輔から京都裁判所総督に、それぞれ異動し、親兵掛を兼帯。
  - 閏4月21日、議定・京都裁判所総督・親兵掛を免じ、会計官知事に異動。
  - 7月28日、山稜総督を兼帯。
  - 8月2日、大総督御旗監を兼帯。
- 1869年（明治2年）
  - 4月17日、山稜総督を辞任。
  - 7月8日、会計官知事から宮内卿に異動。
  - 10月1日、正三位に昇叙。
- 1871年（明治4年）
  - 6月25日、宮内卿を辞任。
  - 6月27日、宮内大輔に任官。
- 1877年（明治10年）8月29日、宮内大輔から皇太后宮（明治天皇養母九条夙子）大夫に異動。
- 1884年（明治17年）2月22日 - 正二位[1]

## 系譜
- 父：万里小路正房（1802 - 1859）
- 母：実 - 藤波寛忠の娘。
- 妻：貞子（? - 1860） - 森長義十一女
  - 次男：通房（1848 - 1932）
- 生母不明の子女
  - 長男：在房（1846 - 1848）
  - 三男：関博直（1854 - 1923）
  - 三女：千代子（1855 - 1942） - 裏松良光夫人
  - 男子：姉小路公義（1859 - 1905） - 姉小路公知の養子。
  - 四男：河辺博長（1865 - 1930）
- 養子
  - 女子：智子（1879 - 1952） - 万里小路素信の娘。万里小路直房の妻。

## 登場作品

### テレビドラマ
- 『西郷どん』（2018年、NHK大河ドラマ、演：川井つと[2]）